# أسرة بني نبهان
بنو نبهان أو  النباهنة: قبيلة عربية، منهم الصحابي مازن بن الغضوبة أول من أسلم من أهل عمان، وفي ذلك قال أبو المنذر الصحاري:«نبهان - وهم بعمان - كان منهم: مازن بن غضوبة بن سبيعة بن شماسة بن حيان بن أبي بشر بن سعد نبهان بن عمرو بن الغوث بن طئ، وكان من أهل سمائل، قدم على رسول الله ﷺ عند أول الإسلام بعمان، وأسلم ودعا له النبي ﷺ، ولأهل عُمان بخيرٍ».
حكمت هذه الأسرة عمان قرابة الخمسة قرون، وكان ذلك على فترتين، الأولى من عام (549 هـ - 1154م إلى 906 هـ - 1500م). والثانية من عام (906 هـ - 1500م إلى 1034 هـ - 1624م). ويرجع بعض المؤرخين إلى أن أول سطوة لهم كانت سنة 357 هـ، عندما عهد عضد الدولة البويهي إلى رجل من عمان يدعى عمر بن نبهان الطائي الذي أقام دعوته في ولاية صحار. وقال عنهم أمبوسعيدي: «النبهانيون من قبائل الغوث بن طيء ، وينتهي نسبهم الى نبهان بن عمرو بن الغوث بن طيء بن أدد بن زید بن يشجب بن عريب بن زيد بن كهلان. وقبيلة نبهان مهمة من الناحية التاريخية فقد حكموا عمان على فترات تاريخية متقطعة، وهي قليلة العدد حاليا».

## أصل بني نبهان ونسبهم
أختلف في نسب بني نبهان على قولين، هما:
- بنو نَبْهان بن عمرو بن الغوث بن طيء، وهو قول نساب عمان أبو المنذر الصحاري،[6] وابن عنبة،[7] ومحمد عبد القادر بامطرف.[8]
- نبهان بن كهلان بن نبهان بن محمد بن ابن نبهان بن عمر بن نبهان بن كهلان بن نبهان بن محمد بن عمر بن ذهل بن نبهان بن عثمان بن أحمد بن زياد بن خالد بن طالب بن علقمة بن شعوة بن قيس بن بشر بن زياد بن محمد ابن المغيرة بن زياد بن البحتري بن ذهل بن زيد بن كعب بن الكبيد بن الحارث بن العتيك بن الأسد بن عمران ابن عمرو مزيقيا بن عامر ماء السماء بن حارثة بن أمرىء القيس بن ثعلبة بن مازن بن الأزد، وهو قول سالم السيابي.[9] ويوصفهم سالم السيابي بالملوك الطغاة.[10]

## عمان في عهد بني نبهان (549-1034) - (162-1154)
استمر حكم بني نبهان على عمان خمسة قرون وكانت على فترتين كالآتي:
- الفترة النبهانية الأولى:(1) استمرت هذه الفترة أربعمائة عام تقريبًا، حيثُ أنها بدأت بوفاة الإمام أبي جابر موسى بن نجاد عام (549 هجري-1154)، وانتهت بالقضاء على حكم سليمان بن مظفر النبهاني، ومبايعة محمد بن إسماعيل إمامًا لعمان سنة (906 هجري -1500م). وقد تخللت هذه الفترة بغزوات وحروب واجهت بني نبهان من الداخل والخارج.
- الفترة النبهانية الثانية:(2) استمرت هذه الفترة (964هـ-1034هـ)- (1556م- 1624م) وخلالها جرى تنصيب الأئمة والنزاع على السلطة بين بني نبهان أنفسهم من جهة، وبينهم وبين بعض القبائل العمانية للوصول إلى الحكم من جهة.

اقتصرت نفوذ النباهنة على المناطق الداخلية في بعض الفترات إلا أنها امتدت إلى الساحل وقد تمكنت بعض القبائل المتمردة على حكم النباهنة من الانفراد بالساحل بعيدًا عن سلطة الدولة.

## ملوك بني نبهان

### ملوك الفترة النبهانية الأولى
- سليمان بن سليمان بن مظفر النبهاني
- حسام بن سليمان بن مظفر.
- سليمان بن مظفر بن سليمان.
- مظفر بن سليمان بن مظفر.
- أبو محمد بن نبهان.
- كهلان بن عمر بن نبهان.
- عمر بن نبهان.
- أبو المعالي كهلان بن نبهان.
- أبو محمد نبهان بن ذهل.
- أبو عبد الله محمد بن أحمد بن عمر.
- أبو المعالي كهلان بن محمد.
- أبو عبد الله محمد بن عمر.
- أبو اسحاق إبراهيم بن أبي عمر بن معمربن محمد بن عمر بن نبهان.
- أبو العرب يعرب بن عمر.
- أبو الحسن ذهل بن عمر.
- أبو القاسم علي بن عمر بن محمد بن عمر بن نبهان.
- أبو محمد نبهان بن عمر بن نبهان.
- أبو الحسين أحمد بن عمر بن نبهان.
- أبو عبد الله محمد بن عمر بن نبهان.

### ملوك الفترة النبهانية الثانية
- مخزوم بن فلاح.
- مظفر بن سليمان.
- عرار بن فلاح.
- سليمان بن مظفر.(حكم 1462م)
- مظفر بن سليمان.
- فلاح بن محسن بن سليمان (من أشهر ملوكهم وانتهى حكمه في نزوي سنة 1626م).
- سلطان بن سلطان.
- طهماس بن سلطان.
- مظفر بن سلطان.
- سلطان بن محسن بن سليمان بن نبهان.(بدأ حكمه سنة 1556).

## الهوامش
- «1»:عرفت بفترة النباهنة الأوائل
- «2»:عرفت بالفترة النبهانية المتأخرة